# Frans de Haas
Frans de Haas, vollständig Franciscus Arnoldus Johannes de Haas (* 1963) ist ein niederländischer Klassischer Philologe und Philosophiehistoriker.
De Haas studierte Klassische Philologie an der Universität Leiden und wurde dort 1995 mit einer Dissertation über Johannes Philoponos’ Darstellung der ersten Materie promoviert. Darauf verbrachte er ein Jahr als visiting research fellow am Institute of Classical Studies der Universität London. Von 1997 bis 2000 war er research fellow der Königlich Niederländischen Akademie der Wissenschaften an der Universität Utrecht. Von 2000 bis 2002 war er Assistant Professor für antike und mittelalterliche Philosophie an der Universität Nijmegen, um 2003 als Professor für antike und mittelalterliche Philosophie an die Universität Leiden zu wechseln.
Forschungsschwerpunkte sind die Philosophie des Aristoteles, die Rezeption Platons, Aristoteles’ und der Stoiker in der Spätantike (200–600 n. Chr.) und der Neuplatonismus sowie deren Rezeption im Mittelalter. 

## Schriften (Auswahl)
- John Philoponus’ new definition of prime matter. Aspects of its background in Neoplatonism and the ancient commentary tradition. Brill, Leiden 1997, ISBN 90-04-10446-1.
- (Hrsg. mit M.E.M.P.J. Leunissen, Marije Martijn): Interpreting Aristotle’s Posterior Analytics in Late Antiquity and Beyond (= Philosophia Antiqua, Band 124). Brill, Leiden 2010.
- Priscian and Pseudo-Simplicius on the Soul. In: Lloyd P. Gerson (Hrsg.), The Cambridge History of Philosophy in Late Antiquity. Cambridge University Press, Cambridge 2010, S. 756–763.
- Principles, conversion, and circular proof. The reception of an Academic debate in Proclus and Philoponus. In: Thomas Bénatouïl, Franco Trabattoni, Gerd Van Riel (Hrsg.), Plato, Aristotle or both? Dialogues between Platonism and Aristotelianism in Antiquity. Georg Olms, Hildesheim 2011, S. 215–240.
- Presuppositions of moral action in Aristotle and Alexander of Aphrodisias. In: Pieter d’Hoine, Gerd Van Riel (Hrsg.), Fate, Providence and Moral Responsibility in Ancient, Medieval and Early Modern Thought. Studies in Honour of Carlos Steel. Leuven University Press, Leuven 2014, S. 103–116.
- The human body and its natural environment: Aristotle, Alexander of Aphrodisias and the perceived threat of reductionism. In: T. Buchheim, D. Meissner, N. Wachsmann (Hrsg.), ΣΩΜΑ. Körperkonzepte und körperliche Existenz in der antiken Philosophie und Literatur. Felix Meiner, Hamburg 2016, S. 45–59.
- Potentiality in Aristotle’s Psychology and Ethics. In: K. Engelhard, M. Quante (Hrsg.), Handbook of Potentiality. Springer, Dordrecht 2018, S. 71–91.